# 弗雷德里克·班廷
弗雷德里克·格蘭特·班廷，KBE，MC，FRS，FRSC（英語：Sir Frederick Grant Banting，1891年11月14日—1941年2月21日）是加拿大一位醫學家和諾貝爾生理學或醫學獎獲得者。

## 生平簡介
班廷是在安大略省愛麗斯頓市出生，多倫多大學畢業後，第一次世界大戰期間擔任加拿大軍醫。
班廷在1919年回國，在安省倫敦市開醫務所。他在1919年-1920年是多倫多病童醫院的醫生，同時他亦修讀整形外科。而且他在1920-1921年擔任西安大略大學的整形外科的講師，且在1921年-1922年是藥理學的教師。班廷于1922年獲得他的醫學學位和一面金牌。
在1922年的夏天，班廷和他的助手查尔斯·赫伯特·贝斯特研究糖尿病治療方法的時候，他們製成了一種可以控制血糖的注射藥物，稱為小島素(Isletin)。這個藥物就是今天的人造胰島素。在1922年前，糖尿病是一個無法醫治的疾病。由於這個突破性的醫學發明，班廷在1923年成為诺贝尔生理学或医学奖的得獎者，時年32歲，是諾貝爾生理學或醫學獎歷來最年輕的得主。他把獲得的諾貝爾獎金的一半分給他的助手。
英皇乔治五世在1935年頒發爵士領銜給班廷。雖然在1919年後，加拿大人已經不可以領取英國的銜頭，但是在1935年，加拿大總理破例讓班廷可以成為「弗雷德里克爵士」。
在1930年代，班廷開始關注對納粹德國的勢力。所以他開始了幾個軍事的科學研究，特別是生物與化學戰，在生化武器的研究，曾因芥子毒氣實驗，致小腿遭受嚴重灼傷。抗G衣「G-suit」是班廷的一個軍事上的發明，以預防飛行員、太空人在極端加速狀態下昏迷。在第二次世界大戰時，加拿大皇家空軍戰機飛行員都穿過他的發明。
在他生涯的高峰，1941年2月21日，因飛機失事而逝世，他乘坐的飛機應該是由紐芬蘭到英國，雖然他去英國的真正原因是一個謎，但是最有可能的原因是説服英國科學家去大量製造生化武器來抵抗納粹德國，班廷的遺體被葬在安大略省的多倫多。

## 紀念

### 在加拿大
在今西安大略大學醫學部，有為他而命名的教室，而且加拿大有兩間學校都是用他的名字。
2004年，在加拿大廣播公司所举办的“最偉大的加拿大人”選舉當中，班廷排行第4名。

### Google標題
2016年11月14日，Google更改首頁的Google Doodle，以紀念班廷125歲誕辰。

### 聯合國糖尿病日
1991年，世界衛生組織和國際糖尿病聯合會將班廷的生日定為世界糖尿病日。
2006年12月20日，聯合國決議自2007年起將「世界糖尿病日」升格為「聯合國糖尿病日」。

## 外部連結
- 互联网档案馆中弗雷德里克·班廷的作品或与之相关的作品

| 奖项与成就                  | 奖项与成就                     | 奖项与成就              |
| --------------------------- | ------------------------------ | ----------------------- |
| 前任者： Earl of Birkenhead | 時代雜誌封面人物 1923年8月27日 | 繼任者： 大衛·勞合·喬治 |